# Ophiostoma minutum
Ophiostoma minutum är en svampart som beskrevs av Siemaszko 1939. Ophiostoma minutum ingår i släktet Ophiostoma och familjen Ophiostomataceae.   Inga underarter finns listade i Catalogue of Life.
I den svenska databasen Dyntaxa används istället namnet Ceratocystiopsis minuta för samma taxon.  Arten är reproducerande i Sverige.